# ビニフレーム工業
ビニフレーム工業株式会社（ビニフレームこうぎょう）は、富山県に所在する住宅建材の製造・販売メーカーである。

## 沿革
- 1962年、木工場経営者と日本カーバイド工業などが出資して設立。当時は緑町に工場があった[2]。
- 1979年、現在地に工場を移転[2]。
- 1986年、建材の主力商品である「手すり」販売開始。

## 事業所
札幌、仙台、東京（営業部を置く）、北信越（富山）、大阪、広島、福岡、宮崎

## 主要株主
- 日本カーバイド工業
- 三協立山アルミ